# Оглоблин, Дмитрий Николаевич
Дми́трий Никола́евич Огло́блин (1905—1968) — советский учёный-маркшейдер, доктор технических наук, профессор, заслуженный деятель науки и техники УССР.

## Биография
Родился 11 сентября 1905 года в городе Пермь.
В 1923 году поступил в Свердловский горный институт, который окончил в 1928 году по специальности «Маркшейдерское дело».
В течение 19 лет работал в этом институте, начиная работать ассистентом, позднее стал кандидатом технических наук (1935), доцентом, доктором технических наук (1940), был директором института с 1942 года.
Член ВКП(б) с 1942 года.
С 1948 года перешёл на работу в Донецкий индустриальный институт, где занимал должность заведующего кафедры «Маркшейдерское дело» горно-геологического факультета до конца жизни.
Умер 12 октября 1968 года. Похоронен в Донецке.

## Научная работа
Основные достижения:
- Внёс большой вклад в становление и развитие кафедры «Маркшейдерского дела» Донецкого индустриального института, организатор и создатель её материальной базы в послевоенное время;
- Автор ряда классических учебников по маркшейдерскому делу, выдержавших несколько переизданий: «Маркшейдерское дело» (три издания, удостоен Государственной премии Украины в области науки и техники в 1981 году), «Курс маркшейдерского дела для горняков» (четыре издания, переведён и издан на английском и на французском языках), и т. д.;
- Создал научную школу маркшейдеров Донбасса относительно усовершенствования и развития технологии маркшейдерских работ на базе новой измерительной и вычислительной техники;
- Инициатор создания на Украине и в вузе научного направления для применения методов фотограмметрии относительно съёмки открытых горных работ;
- Основал лабораторию для изучения сдвигов в толще горного массива и земной поверхности методом моделирования эквивалентными материалами на плоских и объёмных моделях.
- Подготовил трёх докторов и 33 кандидата наук.
- Опубликовал около 150 научных работ, в том числе монографии:

- трёхтомник «Маркшейдерские работы при подземной разработке месторождений» (1940, 1949 и 1955);
- «Ориентирование подземной съемки» (1948);
- «Новые маркшейдерские приборы» (1961, соавтор И. Я. Рейзенкинд).

- Один из двух инициаторов (наряду с И. Ф. Шумило) создания планетария в Донецке[3].

## Награды
- орден Ленина (1961);
- дважды орден Трудового Красного Знамени (1956, 1967);
- орден «Знак Почёта» (1943);
- дважды Почётная грамота Президиума Верховного Совета УССР (1961, 1965);
- Заслуженный деятель науки и техники УССР (1965);
- много ведомственных знаков и грамот.

## Память
В Донецке на здании Донецкого национального технического университета по адресу ул. Артёма, 58, где с 1948 по 1968 годы работал Дмитрий Оглоблин, была установлена памятная доска.
Кафедра маркшейдерского дела горно-геологического факультета ДонНТУ носит имя Дмитрия Николаевича Оглоблина.
Дмитрий Николаевич изображён на картине «История ДонНТУ», которая находится в музее университета.